# Demetrio Aguilera Malta

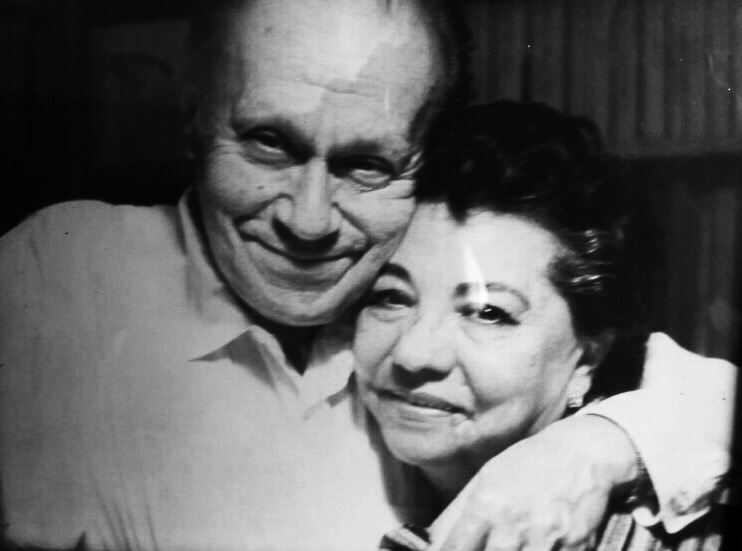
Demetrio Aguilera Malta und Velia Marqués

Demetrio Aguilera Malta, eigentlich Raúl Demetrio Aguilera Malta, (* 24. Mai 1909 in Guayaquil, Provinz Guayas; † 28. Dezember 1981 in Mexiko-Stadt) war ein Schriftsteller, Maler und Diplomat aus Ecuador.

## Leben
Aguilera Malta stammte aus einer sehr wohlhabenden Familie; er war ein Sohn des Geschäftsmanns Demetrio Aguilera Sánchez und dessen Ehefrau Teresa Malta y Franco. Ein Vorfahre mütterlicherseits war der Schriftsteller Juan José de Malta y Salcedo.
Seinen ersten Unterricht erfuhr Aguilera Malta durch seine Mutter, später kamen verschiedene Hauslehrer dazu. Er begann bereits als Jugendlicher mit ersten literarischen Versuchen und orientierte sich dabei unter anderem an Joaquín Gallegos Lara. Er begann Rechtswissenschaften an der Universität seiner Heimatstadt zu studieren, brach dieses aber 1931 ohne Abschluss ab.
Kurz vor Beginn des Bürgerkrieges in Spanien traf Aguilera Malta in Madrid ein, um an der dortigen Universidad Central u. a. Literaturgeschichte zu studieren. Während der Kriegswirren fungierte er als Korrespondent für Zeitungen bzw. Zeitschriften wie „La Prensa“, „El Telégrafo“, „El Grafico“ u. a.
Unter der Präsidentschaft von Carlos Julio Arosemena Tola fungierte Aguilera Malta als Geschäftsträger der Botschaft seines Landes in Chile. 1949 repräsentierte er im Amt eines Kulturattachés sein Land in Brasilien und mit Wirkung vom 1. August 1979 war er Botschafter in Mexiko.
Krankheitsbedingt (Diabetes) erblindete er und starb im Alter von 72 Jahren am 28. Dezember 1981 an einem Schlaganfall.

## Ehrungen
- 1981 Premio Nacional „Eugenio Espejo“ für sein Gesamtwerk

## Werke (Auswahl)
Film-Dokumentationen
- Los Colorados.
- Las iglesias de Quito.
- Los Salasacas.
- El transporte de banano.

Romane
- Don Goyo. Madrid 1933.
- La isla virgen. Guayaquil 1942.
- Un nuevo mar para el rey. Madrid 1965.
- Requimen para el diablo. Madrid 1978.

Theaterstücke
- Infierno negro. Mexiko 1967.
- Una mujer para cada acto. 1970.
- El sátiro encadenado. 1939.
- El tigre. 1955.